# Distrito de Vilque Chico
El distrito peruano de Vilque Chico es uno de los 8 distritos que conforman la provincia de Huancané, ubicada en el departamento de Puno en el sudeste peruano.
Desde el punto de vista jerárquico de la Iglesia católica forma parte de la Prelatura de Juli en la Arquidiócesis de Arequipa.

## Geografía
Situado a orillas del lago Titicaca al sur de la provincia. Linda al norte con los distritos de  Inchupalla y de Cojata; al sur con el lago y los distritos de Rosaspata y de Moho en la vecina Provincia de Moho; al este también con el de Distrito de Cojata; y al oeste con el Huancané.

## Demografía
La población estimada en el año 2000 es de 10 503 habitantes.

## División administrativa

### Centros poblados
- Urbanos
  - Vilque Chico, con 448 hab.
- Rurales
  - Calahuyo, con 171 hab.
  - Huijipata, con 196 hab.
  - La Libertad, con 140 hab.
  - Parahuaycho, con 140 hab.
  - Quejone, con 206 hab.
  - San Juan de Quishuarani, con 123 hab.
  - Sicta Rinconada, con 71 hab.
  - San Pedro de Jaramasa, con 51 hab.
  - Sombreruni Jancocollo, con 95 hab
  - Putira Jutipata, con 100 Habitantes
  - Comunidad Cotañi con 41 hab.

Nota sobre creación de centros poblados: (Centro Poblado de HUIJIPATA, Resolución Municipal Nº 001 de 09 Feb 1988; Centro Poblado de SOLITARIO, Resolución Municipal Nº 128 de 06 Dic 1993; Centro Poblado de San Miguel de TIQUITIQUI Resolución Municipal Nº 064 de 05 Feb 1997; Centro Poblado de San Antonio Cajahuyo Jaramasa Ordenanza Municipal Nº 006 de 31 Dic 2009; Centro Poblado de La Libertad Ordenanza Municipal Nº 007 de 31 Dic 2009; Centro Poblado de SICTA Ordenanza Municipal Nº 010 de 28 Nov 2013; Centro Poblado de Santa Cruz de Huilacollo Ordenanza Municipal Nº 016 de 15 Dic 2004; Centro Poblado de Sisinahuyo Ordenanza Municipal Nº 064 de 28 Dic 1999; Centro Poblado de Machaca Marca Yaputira Ordenanza Municipal Nº 006 de 27 Dic 2007 y Centro Poblado de Quishurani)

## Autoridades

### Municipales
- 2019 - 2022[3]
  - Alcalde: ROLANDO MACHACA CONDORI, del Movimiento Gestionando Obras y Oportunidades con Liderazgo (Gool).
  - Regidores:

  1. Alfonso Pari Ccapa (Gestionando Obras y Oportunidades con Liderazgo)
  2. Aurelio Ccama Quea (Gestionando Obras y Oportunidades con Liderazgo)
  3. Sanitago Cora Ccama (Gestionando Obras y Oportunidades con Liderazgo)
  4. Lizeth Hilasaca Luque (Gestionando Obras y Oportunidades con Liderazgo)
  5. Raul Canaza Paxi (Movimiento de Integración por el Desarrollo Regional)

## Festividades
- Mayo: fiesta de la Santa Cruz.
- Junio: San Pedro y San Pablo.
- Enero-febrero: Carnavales.
- Enero: festividad a los nuevos tenientes.
- Septiembre: Mercedes Achachi.
- Agosto: Santa Rosa (Putira Jutipata).

## Sikuris
- Sikuris Juventud K'epus Vilquechico.
- Sikuris Olivos.
- Aymaras Vilquechico (cotañi).
- Qantus
- Sikuris juventud Vilquechico.